# Acetat de plom(IV)
L'acetat de plom(IV) és un compost químic amb la fórmula química Pb (C ₂ H ₃O₂) ₄ i és una sal de l'àcid acètic. Es pot comprar, usualment estabilitzat amb aquest àcid. Es pot preparar mitjançant la reacció de tetraòxid de plom amb àcid acètic.
El tetraacetat de plom és un fort agent oxidant, una font de grups d'èsters i un reactiu general per la introducció de plom als compostos orgànics que tenen un lligam químic entre plom i carbó (enllaç C-Pb).